# نيكولا جيلسول
نيكولا جيلسول (بالفرنسية: Nicolas Gilsoul؛ مواليد 5 فبراير 1982) هو مساعد سائق رالي بلجيكي، اشتهر بعمله مع السائق تييري نوفيل في بطولة العالم للراليات (WRC)، ويشغل الآن هذا المنصب مع السائق الفرنسي بيير-لويس لوبِت.

## المسيرة في بطولة العالم للراليات (WRC)
بدأ جيلسول مشواره الدولي في 2003، وانطلقت مسيرته في WRC منذ عام 2007. وانطلق شراكته مع نوفيل في 2011 ضمن بطولة Intercontinental Rally Challenge، وانتقلا إلى WRC في 2012 مع فريق قطر العالمي، ثم إلى Hyundai Motorsport عام 2014.

## انتصاراته في بطولة العالم للراليات (WRC)
| رقم | الرالي                                                  | الموسم | السائق          | السيارة               |
| --- | ------------------------------------------------------- | ------ | --------------- | --------------------- |
| 1   | DEU النسخة 32 من رالي ألمانيا (ADAC Rallye Deutschland) | 2014   | BEL تييري نوفيل | هيونداي i20 WRC       |
| 2   | ITA النسخة 13 من رالي إيطاليا سردينيا                   | 2016   | BEL تييري نوفيل | هيونداي i20 WRC       |
| 3   | FRA النسخة 60 من رالي كورسيكا – رالي فرنسا              | 2017   | BEL تييري نوفيل | هيونداي i20 كوبيه WRC |
| 4   | ARG النسخة 37 من رالي الأرجنتين                         | 2017   | BEL تييري نوفيل | هيونداي i20 كوبيه WRC |
| 5   | POL النسخة 74 من رالي بولندا                            | 2017   | BEL تييري نوفيل | هيونداي i20 كوبيه WRC |
| 6   | AUS النسخة 26 من رالي أستراليا                          | 2017   | BEL تييري نوفيل | هيونداي i20 كوبيه WRC |
| 7   | SWE النسخة 66 من رالي السويد                            | 2018   | BEL تييري نوفيل | هيونداي i20 كوبيه WRC |
| 8   | POR النسخة 52 من رالي البرتغال                          | 2018   | BEL تييري نوفيل | هيونداي i20 كوبيه WRC |
| 9   | ITA النسخة 15 من رالي إيطاليا سردينيا                   | 2018   | BEL تييري نوفيل | هيونداي i20 كوبيه WRC |
| 10  | FRA النسخة 62 من رالي كورسيكا – رالي فرنسا              | 2019   | BEL تييري نوفيل | هيونداي i20 كوبيه WRC |
| 11  | ARG النسخة 39 من رالي الأرجنتين                         | 2019   | BEL تييري نوفيل | هيونداي i20 كوبيه WRC |
| 12  | ESP النسخة 55 من رالي كتالونيا – كوستا دورادا           | 2019   | BEL تييري نوفيل | هيونداي i20 كوبيه WRC |
| 13  | MON النسخة 88 من رالي مونتي كارلو                       | 2020   | BEL تييري نوفيل | هيونداي i20 كوبيه WRC |

## الإحصاءات العامة
- عدد الانتصارات في WRC : 13 انتصاراً حتى عام 2020[3]
- عدد المشاركات: أكثر من 100 رالي
- عدد المرات على منصّة التتويج: 43 ميدالية
- عدد مراحل السرعة الفائزة: نحو 244 مرحلة[4]

## الشراكات وتغير المساعدين
انتهت شراكته الطويلة مع نوفيل قبل موسم 2021، واستبدله مارتين وايديه جا كـ مساعد جديد لنوفيل. عاد جيلسول لاحقًا في 2023 إلى بطولة العالم مع السائق بيير-لويس لوبِت ضمن فريق M-Sport Ford.

## السمات الفنية
يُعرف جيلسول بمهارته الفريدة في قراءة ملاحظات وتوقيت المراحل، وروحه الهادئة تحت الضغط، وقدرته على الحفاظ على التواصل المثالي مع السائق، مما يجعله من أبرز المساعدين في تاريخ البطولة.